# 카를로마누스 (궁재)

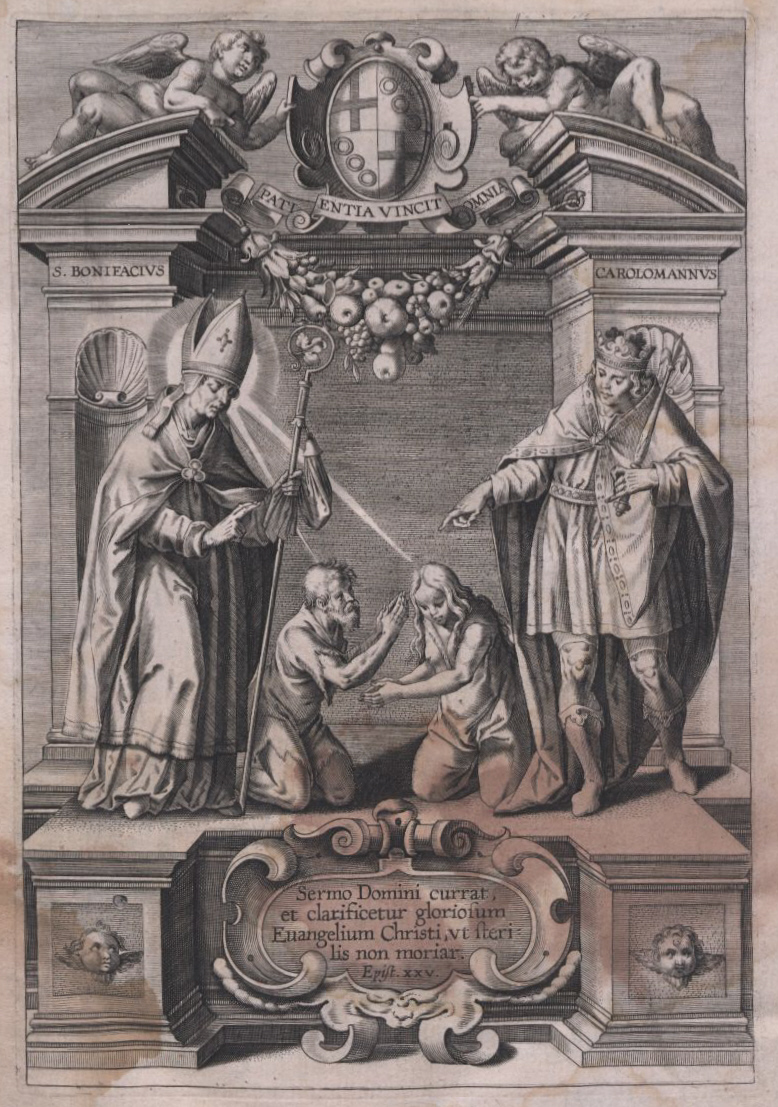

카를로만 1세(Carloman I, Karlmann I) 또는 아우스트라시아의 카를로만(Carloman I of Austrasia, Karlmann I of Austrasia, 706년/707년에서 713년 사이 ~ 754년 8월 17일 혹은 12월 4일)은 카롤링거 왕조 출신 프랑크 왕국의 궁재, 관료이다. 궁재 카를 마르텔과 로트루드 드 트레베(Rotrude de Trebe)의 맏아들로, 피핀 3세의 형이자 카롤루스 대제의 백부이다. 741년 아버지가 죽자 동생 피핀과 함께 아버지의 지위를 물려받았다. 카를로만은 아우스트라시아의 궁재를, 피핀은 네우스트리아의 궁재가 되었다. 747년 그는 모든 지위에서 물러나 수도원으로 은퇴하였다.
게르만 족 사회의 그리스도교 포교에 기여했다는 시각이 있으며, 깊은 신앙심으로 수년 간 고민하다가 로마에 있는 수도원에 들어갔으나, 동생 피핀 3세와의 권력투쟁에서 패하고 반강제적으로 은퇴했다고 보는 시각도 있다. 748년 아들 드로고 2세가 피핀 3세에 의해 폐위되자 이탈리아의 수도사 및 주교들과 연대하여 쿠데타를 기획했으나 실패하고 프랑크로 유배되었다.

## 생애

### 생애 초반
카를로만은 아우스트라시아 분국의 궁재였던 카를 마르텔과 바이에른 출신 로트루드의 아들로 아우스트라시아의 모셀(Moselle)에서 출생하였다. 출생년도는 706년생 설, 707년생 설, 708년생 설, 713년생 설, 714년생 설 등이 전한다. 정확한 생년과 생일은 미상이나 피핀 3세 단신왕의 형으로 기록되어 있다. 아버지 카를 마르텔은 프랑크 왕국의 궁재이자 프랑크 공작으로 피핀 데리스탈로 알려진 뚱보 피핀 2세 헤르스탈의 서자였으며, 피핀 2세는 687년부터 프랑크 왕국의 실권을 장악한 상태였다. 아버지 카롤루스 마르텔은 719년부터는 전체 프랑크 왕국의 궁재이자 프랑크 공작이었고 737년부터는 프랑크 왕국의 통치자였다. 투르-푸아티에 전투에서 무슬림 군사를 직접 격퇴한 이후 아버지 카를 마르텔의 명성은 높아졌다. 어머니 로트루드 또는 클로트루드(725년 사망)는 바이에른 공작가문의 딸이었다.
그의 젊은 시절, 행적에 대해서는 알려진 것이 없다. 형제 피핀 3세와의 경쟁에서 패하였고, 그에 대한 기록은 비중있게 다루어지지 않았다. 카를 마르텔의 아들 피핀과 카를로만 형제는 앵글로-색슨의 선교사 윌리브로드(Willibrord)에게 세례를 받고 파리의 생드니 수도원에서 교육을 받았다. 736년 카를로만과 피핀 3세는 아키텐을 원정하는 아버지 카를 마르텔을 따라, 군사를 이끌고 아키텐 공략에 동행하였다. 카를로만은 루아르에서 후놀드가 이끄는 아키텐 군과 교전했으며, 보르도 일대를 공략하였다. 패한 아키텐 공작 후놀드는 카를 마르텔과 카를로만, 피핀 3세 형제에게 충성을 맹세했다.

### 권력 분할과 집권 초반
아버지 카를 마르텔의 사후 피핀 3세는 네우스트리아와 부르군트의 궁재를, 카를로만은 아우스트리시아의 궁재직과 알레만니아, 튀링겐의 궁재직, 북부 알사스의 공작령을 물려받았다.
741년 아버지 카를 마르텔이 죽었을 때 카를로만과 피핀에게는 배다른 동생 그리포가 있었다. 그리포 역시 바이에른 공작가 출신으로 카를 마르텔에게 자신의 숙모이자 그리모알드 공작의 부인 빌트루데스(Biltrude)와 함께 납치되었던 스완힐드(Swanachild)라는 여성이 낳은 서자였다. 카를 마르텔은 그리폰의 몫으로도 유산을 할당했지만 카를로만과 피핀 3세 형제가 독식하였다.
그리포는 아버지 카를 마르텔의 유산에 자신이 배제되자 자신의 몫의 유산을 주장하며 반기를 들었고, 아키텐 공작 후놀드(Hunold), 처남이자 힐트루드의 남편인 바이에른 공작 오딜론(Odilon)의 도움을 얻어 거병하였다. 카를로만과 피핀 3세는 그로부터 수년 전, 오딜론과 누이동생 힐트루드(Hiltrude)의 결혼을 반대했었고 오딜론은 내심 불만을 품고 있었다. 742년 카를로만과 피핀은 그리포를 붙잡아 수도원에 감금시켜 버렸다. 그리포는 곧 탈옥하여 747년 자신의 모친과 함께 라온으로 도주했다.
카를로만은 교회 개혁과 관련하여 성 보니파시오와 의논, 그에게 도움을 청했고 742년에 프랑크 왕국 전국 의회를 소집할 수 있었다. 742년 카를로만은 게르마니쿰 의회(Concilium Germanicum)을 소집, 의회에서 "프랑크 공작의 후원 없이는 하느님에게 봉사하는 교회 사람들, 장로, 성직자, 수도자, 수녀들을 지킬 수 없다"고 선언했다.
그리폰을 진압한 뒤 카를로만과 피핀 3세는 아키텐을 쳐들어가 후놀드를 치죄하고, 바이에른 공작 오딜론에 대해서도 그리폰을 지지한 일을 치죄하였다. 742년부터 743년 피핀 3세는 작센 족 토벌에도 손을 대고 있었으며 작센 공작 테오도리히에게 항복, 귀순을 강요하고 있었다. 카를로만은 바이에른의 내정에 간섭, 자신의 외가쪽 친척이면서 동시에 힐트루드의 남편인 오딜론을 확실한 로마 가톨릭 신자로 개종시키고, 744년 다시는 반란을 일으키지 않겠다는 맹세를 받아냈다. 또한 카를로만은 바이에른에 벨프 가문의 선조로 추정되는 인물을 발령하여 바이에른 족 출신 토착민 공작, 백작들을 감시하였다.

### 아우스트라시아, 알레만, 튀링겐의 궁재
그는 동생 피핀 3세와 서로 힘을 합쳐 각지에서 일어나는 반란을 진압하고 자신들의 가문의 지위를 강화하는 데 협력했다. 아키텐에서 반란이 일어나면 카를로만이 피핀을 돕고 작센에서 반란이 일어나면 피핀이 카를로만을 도왔다. 그러나 피핀 3세는 단독 통치를 기도했고, 그와 암암리에 갈등했다. 743년 카를로만은 동생 피핀 3세와 협의하여 전임자인 테오도리히 4세의 친족인 힐데리히 3세를 왕으로 세웠다. 744년 카를로만은 아키텐으로 가 아키텐 공작 후놀드를 강제로 퇴직시켰다.
743년 카를로만은 에스틴느(Estinnes)에서 총회를 소집, 이때 아버지 카를 마르텔이 압수한 각 교회, 수도원의 토지를 되돌려주었다.
그러나 일찍이 카를로만과 피핀 형제가 아버지 카를 마르텔과 함께 아키텐을 정복했지만 카를 마르텔이 죽자 아키텐 공작 후놀드는 반기를 들었다. 카를로만은 피핀 3세와 군사를 일으켜 아키텐을 공략하였다. 카를로만은 군대를 재편성하여 오를레앙을 넘어 루아르를 거쳐 아키텐 부르쥬를 공략하였다. 아키텐 공작 후놀드는 도주했고, 루카스 지역(현재의 로슈)과 푸아티에 지역은 카를로만과 피핀 3세의 군사에 의해 점령되었다. 742년 가을 카를로만은 알레만니아를 정벌했다. 알레만니아의 공작 고드프리의 아들 테오볼드가 다뉴브강변에서 일으킨 분리독립 시도를 무산시켰다.
카를로만은 게르만의 여러 이교도 민족을 로마 가톨릭으로 개종시킴으로써 프랑크 왕국과 카롤링거 가문의 도덕적 우위 선점 및 정치적 영향력을 확대시키려 했다. 그러나 자신의 아버지 카를 마르텔이나 동생 피핀 3세처럼 군사적인 활동을 목적으로 수도원, 성당, 수녀원의 재산을 징발하는 일은 하지 않았다.
카를로만은 각 지역 주교의 지도하에 지역 교회의 개혁을 지도하였고, 740년 무렵부터는 앵글로 색슨에 로마 가톨릭 선교사로 파견된 마인츠 대주교 빈프리도(Winfrido, 후일의 성 보니파시오)의 재정적, 군사적 후견인이기도 했다. 빈프리도는 아우스트리시아 지역의 교회 교구의 구조조정 일도 함께 맡고 있었다. 카를로만은 빈프리도의 경호와 포교에 필요한 물자를 손수 부담하였다. 빈프리도는 730년경 카를 마르텔이 살아 있을 때부터 프랑크 왕국의 교회 개혁을 주도했고, 카를로만은 740년경부터 그의 교회 개혁 운동을 지지했다. 카를로만은 빈프리도의 프랑크 왕국 전국의 가톨릭 지도자들을 소집하여 대회를 개최해줄 것을 부탁했고, 카를로만은 이를 약속했다. 742년 4월 21일 또는 743년 4월 카를로만은 독일 동부에서 개최된 콘실륨 게르마니쿰으로 알려진 게르만 주교회의(Concilium Germanicum)를 후원하였다. 게르만 주교회의에서 빈프리도(성 보니파시오)는 탐욕스러운 상류 계급으로부터 교회 재산을 보호할 것, 야만인에게 파견되는 가톨릭 선교사들에 대한 신변보호 및 경호 철저, 이교도 신앙 박멸, 성직자의 행동에 대한 엄격한 지침 부과를 발표하여 통과시켰다. 동시에 카를로만은 아버지 카를 마르텔이 군비, 군수물자 조달 목적으로 각지의 성당과 수도원, 수녀원에서 재산을 압류한 것을 사과하고, 압수한 토지와 재산을 모두 되돌려주었다. 두 번의 게르만 주교회의에서 빈프리도 주교는 게르만의 가톨릭계의 지도자로 성장할 수 있었다. 카를로만은 투르 지역에서 동원한 사병들의 지휘권을 성 보니파시오에게 주어, 원할 때 어느정도의 무력 동원도 가능하게끔 편의를 봐주었다.
또한 744년부터 카를로만은 풀다 수도원의 건립을 지원하여 747년 완공을 보았다. 카를로만은 아델소프(Adelshof) 일대의 토지 및, 풀다 수도원 주변의 4천 보 반경의 영토를 수도원에 기부하였다. 이때 카를로만이 기증한 재산은 744년 3월 12일 스투루미우스가 성 보니파시오를 대신해 풀다 베네틱트 수도회를 설립하는 자금으로 이용된다.
카를로만은 성직자의 도덕성에 입각한 정책을 주도하였고, 교회의 재산과 성직자에 대한 존중 정책을 펼쳤다. 그는 프랑크 왕국에서 분리 독립하려는 알레만니아를 중심으로 자신이 통치자가 되는 독립국가를 건설하려 했다. 그러나 이는 피핀 3세에 의해 좌절된다. 745년 카를로만은 자신의 영지인 알레만니아를 동생 피핀 3세에게 넘겨주었다. 745년 아키텐은 다시 아키텐과 스페인의 국경지대인 바스코뉴에서 분리독립을 기도했다. 카를로만은 아키텐에서 벌어진 반란을 바로 진압했다. 같은 해 알레만니아에서 공작 테오데발트가 분리독립 운동을 일으켰지만 카를로만은 이를 진압했다.
746년 알레만니아에서 반란이 일어났다. 카를로만은 원정대를 조직하여 알레만니족과 싸웠고 칸슈타트에서 수천 명의 알레만니 족을 체포, 처형하였다. 카를로만은 칸슈타트에서 칸슈타트의 피의 법정으로 알려진 칸슈타트 협의회를 개최하였다. 힐데브란트 백작과 바이에른 공작 오딜론을 재판관으로 동원한 이 재판에서 알레만니아 공작 테오데발트를 비롯한 수천 명의 알레만니아 족 부족출신 귀족들을 체포하여 반역죄로 모두 처형했다. 또한 알레만니에 가우(Gaue)라는 일종의 주를 설치하고 주지사를 파견하였다. 이로서 알레만니아 부족은 독립 의지를 근절시키고 프랑크 왕국에 정치적으로 병합되었다. 또한 자신의 외척인 바이에른 족에게도 강력한 경고가 되었다. 알레만니아의 반란을 완벽하게 진압했지만 카를로만은 알레만니족 주민들의 학살에 대해 괴로워했고 속죄하기를 결심하였다.

### 은퇴와 저항
전설에 의하면 747년 카를로만은 동생 피핀 3세에게 세속적인 삶을 떠나고 싶다고 고백했다 한다. 그러나 747년에 발생한 카를로만과 동생 피핀 3세의 모종의 갈등에서 카를로만이 패한 것으로 추정된다.
747년 8월 15일 카를로만은 아우스트리시아 궁재, 알레만니아 궁재, 튀링겐 궁재 및 북부 알사스의 공작령, 알사스 공작직, 알레만니아 공작직 등을 모두 아들 드로고 2세에게 넘겨주었다. 카를로만은 자신의 모든 지위에서 물러나 로마에서 교황 자카리아에 의해 삭발을 하고 수도원으로 은퇴하였다. 카를로만은 깊은 신앙심과 경건함으로 수년 간 고민하다가 로마에 있는 수도원에 들어가기로 결심했다. 그러나 자신의 본심이 아니라 동생 피핀 3세와의 권력투쟁에서 패하고, 선택의 여지 없이 반강제적으로 은퇴했다고 보는 시각도 있다. 카를로만은 로마를 방문 교황 자카리아와 면담, 정치적인 권리를 포기하지 않는 한도 내에서 성직자가 될 수 없는가를 여러번 자문해보기도 했다. 그 후 그는 이탈리아 몬테 카시노에서 몬테 사로테 성 실베스트로 수도원을 창설하였으며, 교황 자카리아의 조언에 따라 3년 동안 그곳에 머물면서 일체 세속의 직위에 관여하지 않고, 명상과 기도로 소일하며 수도승으로 보냈다.
747년 아우스트라시아와 부르군트의 궁재직을 아들 드로고 2세에게 수여하였다. 그러나 드로고는 삼촌 피핀에게 반기를 들었다가 피핀에 의해 강제로 수도승이 되고 프랑스 북부로 유배되었다. 카를로만은 자신을 추종하는 이탈리아와 프랑크의 성직자들을 동원하여 피핀에게 반기를 들었으나 역시 실패하고 다시 이탈리아로 추방당해야만 했다. 750년 이복 동생 레미기오 드 로우엔의 요청으로 성 베네딕토의 유물을 오를레앙 근처 생 브누아 쉬르 루 아르에서 이탈리아 플러 수도원(Fleury Abbey)으로 옮기는 일을 주관하였다. 751년 카를로만은 피핀 3세의 대관식을 막으려 하였다. 그러나 다른 동생인 루앙의 레미기오 드 로우엔이 카를로만의 병력 동원을 사전 분쇄하였다.

### 은둔과 최후
아들 드로고 2세는 748년과 753년 삼촌 피핀 3세를 상대로 쿠데타를 기도했지만 사전에 발각되어 모두 실패했다. 드로고와 카를 외에도 카를로만에게는 몇명의 아들이 더 있었지만 이름이 전하지 않는다.
754년 교황 스테파노 2세는 롬바르드족의 위협에 시달리고 있었는데 이제는 프랑크 왕이 된 피핀에게 도움을 청하였다. 카를로만은 은둔처에서 나와 피핀에게 가서 이탈리아로 진군하지 말 것을 요청했다. 그러나 피핀은 카를로만의 진군 만류 요청을 거절하고 그를 비엔에 감금시켜 버렸다. 이때 카를로만은 이탈리아 북부의 수도사와 주교들을 동원해서 아들 드로고 2세의 쿠데타 기도를 도와, 비밀리에 지원을 시도했다가 동생 피핀 3세에게 발각되었다. 754년 8월 병중이었던 카를로만은 비엔나를 방문했던 랑의 베르트라다 왕비를 면담했다. 카를로만은 그해 8월 17일 혹은 12월 4일 론 알프스 이제르의 비엔나에서 죽었고 유해는 몬테 카시노에 운구, 안치되었다.
카를로만에게는 드로고 외에도 몇 명의 아들이 있었던 것으로 추정된다. 그러나 아들들의 행적은 미상이다. 카를로만을 계승했다가 축출당한 아들 드로고는 피핀 3세에 의해 강제로 승려가 되었지만, 이탈리아의 이브레아와 프리울리 후작 에버하르트에게 시집간 딸 로드루드를 통해 뒷날 이탈리아의 군주가 되는 베렝가리오 1세의 5대 외조부가 된다. 딸 힐데트루드는 알사스 백작 리우트프리드 2세(Luitfrid II)에게 시집갔는데, 이들의 아들은 투르(Tours)의 백작 위그이다. 위그의 딸 투르의 이르멘가르트(Ermengarde of Tours)는 샤를마뉴의 손자이자 루트비히 경건왕의 장남인 중프랑크 왕 로타르 1세의 왕비가 된다.

### 사후
드로고 외에도 753년 피핀 3세에 의해 수도원에 감금당한 다른 아들들이 있었다고 하며, 이때 유폐된 카를로만의 아들들의 이름은 전하지 않는다.
후대의 어느 시점에 카를로만은 가톨릭 성인으로 시성되어 성 카를로마노라 불렸다. 축일은 8월 17일이다.

## 가족 관계
- 아버지 : 카를 마르텔(Karl Martel, 680 - 741)
- 어머니 : 클로트루드(Chrotrud, ? - ?)
  - 동생 : 피핀 3세(Pepin III the Short, 714 - 768)
    - 조카 : 샤를마뉴(Charlemagne, 740 - 814)
    - 조카 : 카를로만 2세(Carloman II, 751 - 771)

  - 누이 : 힐트루드
  - 매제 : 오딜론(Odilon, 바이에른 공작, 748년 1월 8일 사망)
  - 동생 : 베른하르트 (프랑크)
- 서모 : 스완힐드
  - 동생 : 그리폰(Grifon, 753년 사망)
- 부인 : 이름 미상
  - 아들 : 드로고 2세(Drogo II)
  - 아들 : 카를
  - 아들 : 그 외에도 몇 명의 아들이 더 있었으나 이름이 전하지 않음.
  - 딸 : 로트루드(Rotrude)
  - 사위 : 게르하르트 1세(Gerhard 1), 파리 백작
  - 사위 : 에버하르트, 프리울리 후작, 딸 로트루드의 두번째 남편 - 베렝가리오 1세의 고조부, 아달베르토(베렝가리오 2세의 부친)의 5대조
    - 외4대손 : 에버하르트, 루트비히 1세와 벨프의 유디트의 딸 기셀라와 결혼

  - 딸 : 로틸드(Rothilde)
  - 딸 : 힐데트루드(Hildetrude)
  - 사위 : 리우트프리드 2세(Luitfrid II)
    - 외손자 : 위그(Hugh, 780년 - 837년 8월 20일)
      - 진외증손녀 : 투르의 이르멘가르트(Ermengarde of Tours, 851년 사망)
      - 진외증손녀사위 이자 종증손자 : 로타르 1세(Lothar I, 795년 - 855년, 동생 피핀 3세의 증손자)

## 같이 보기
- 카를 마르텔
- 드로고 2세
- 피핀 3세
- 베렝가리오 1세

## 참고 자료
- Chisholm, Hugh, ed. (1911). "Carloman (Frankish princes)". Encyclopædia Britannica (11th ed.). Cambridge University Press.
- Fouracre, Paul. "The Long Shadow of the Merovingians" in: Charlemagne: Empire and Society, ed. Joanna Story. Manchester University Press, 2005. ISBN 0-7190-7089-9.

| 전임 카를 마르텔 | 프랑크 공작 742년 - 747년 |  |

| 전임 리우트프리드 | 알사스 공작 742년 - 747년 | 후임 드로고 2세 |

| 전임 테오데발트 | 알레만니아 공작 746년 - 747년 | 후임 드로고 2세 |